# Bylazora
Bylazora is een geslacht van vlinders van de familie spanners (Geometridae), uit de onderfamilie Ennominae.

## Soorten
- B. infumata Felder, 1874
- B. licheniferata Walker, 1862
- B. pilicostata Walker, 1862